# 阿達馬根 (阿拉斯加州)
阿達馬根（英語：Adamagan）是一個阿留申人村莊，在其高峰期最多可容納大約1000人。是整個古代北極地區最大的遺址之一。該地區共有250座冬季房屋、夏季房屋、地下儲藏坑以及更多的小型建築。
居民在這裏建造了防空洞以居住於此地，該防空洞由鯨魚骨頭以及一些泥炭或草皮覆蓋，可防止風帶了的干擾。村民們以捕食海洋哺乳動物爲生，使用魚叉與弓箭狩獵，還把祭品藏在房屋下面，相信這樣做有助於保護他們以提高自身狩獵的成功率。